# Ki Song-jong
Ki Song-jong (hangulem 기성용; hančou 奇 誠 庸; korejská výslovnost: [ki.sʌŋ.joŋ]; * 24. ledna 1989, Kwangdžu) je jihokorejský profesionální fotbalista, který hraje jako střední záložník nebo defenzivní záložník za K League 1 klub FC Seoul.
Od roku 2008 do roku 2019 Ki reprezentoval Jižní Koreu, za niž hrál přes 100 zápasů. Byl vybrán do družstev na tři mistrovství světa, z toho v roce 2018 v Rusku byl kapitánem, zúčastnil se tří mistrovství Asie, kde byl ve finále v roce 2015. Se svou zemí také hrál na dvou olympijských hrách a v roce 2012 získal bronz.
V Koreji hrál za FC Seoul, v Evropě hlavně za Celtic a Swansea City AFC.

## Klubová kariéra

### FC Soul
Ki hrál za FC Seoul, kde hrál po boku reprezentačního spoluhráče Lee Chung-yonga. Byl náhradníkem v posledním zápase Ligového poháru 2006, ale nemohl hrát. 4. března 2007 debutoval v K League proti Daegu FC.
Během sezóny 2008 Ki posílil svou pozici klíčového hráče FC Soul. Dne 29. října 2008 dal Ki v 92. minutě vítězný gól proti největším rivalům Soulu Suwon Samsung Bluewings. Ki předvedl „klokaní oslavu“, o které tvrdí, že je napodobeninou oslavy Emmanuela Adebayora, ale fanoušci Suwonu tvrdili, že se jednalo o napodobování kuřete, což mnoho fanoušků Soulu nazývá Suwon. Vedl tým k bezprecedentní druhé pozici v K League se čtyřmi góly a jednou asistencí v 21 vystoupeních.
V prvním zápase K League v Soulu v sezóně 2009 dal Ki jeden gól při porážce s Chunnam Dragons 6:1. Stále více se spekulovalo o významném přesunu do zahraničí, mimo jiné do PSV, Hamburgeru SV a Porta.

### Celtic
Dne 25. srpna 2009 vyšlo najevo, že došlo ke kontaktu mezi Celticem a FC Soul, pokud jde o možnost převodu Ki do Celticu. Agent hráče však uvedl, že okamžitý přestup by byl nepravděpodobný vzhledem k úspěchu Soulu v lize a asijské Lize mistrů. O tři dny později však Celtic zaplatil 2,1 milionu liber za Ki. V lednovém přestupovém období na konci sezóny K-League odešel do Celticu. Podpis byl potvrzen dne 13. prosince 2009 poté, co Ki absolvoval lékařskou prohlídku a zajistil pracovní povolení. Ki údajně odmítl nabídku anglického klubu Portsmouth z Premier League. Dostal číslo 18 a „Ki“ na dresu. Debutoval za Celtic remízou 1:1 proti Falkirku v Celtic Parku 16. ledna 2010 a získal cenu Hráč zápasu z oficiálního webu Celticu. Do konce sezony hrál další čtyři zápasy za Celtic.
Ki sotva hrál za Celtic v prvním měsíci sezóny 2010–11, ale z lavičky vstřelil svůj první soutěžní gól za Celtic 22. srpna 2010 střelou z 25 yardů při vítězství 4:0 proti St. Mirrenu ve skotské Premier League (SPL). Do konce října se stal hráčem základní sestavy a byl zvolen Mladým hráčem měsíce SPL za říjen 2010. Dne 30. října 2010 se však Ki stal obětí zjevného rasismu během ligového zápasu v St. Johnstone. Fanoušci St. Johnstone dělali štěkající zvuky na Ki, když zahrával rohový kop. Zpěvy „Kdo snědl všechny psy?“ byly během zápasu také slyšet od domácích fanoušků.
Ki vstřelil svůj druhý gól v sezóně při remíze 2:2 s Inverness Thistle v Celtic Parku. Dne 26. prosince 2010 Ki skóroval proti St. Johnstone při vítězství 2:0 v SPL, což byl jeho poslední zápas za Celtic před cestou do Kataru na AFC Asijský pohár 2011 v lednu. Po návratu do Skotska v únoru se Ki vrátil do prvního týmu Celticu remízou 2:2 proti Rangers ve skotském poháru na stadionu Ibrox. Po vyloučení brankáře Frasera Forstera odehrál Celtic významnou část zápasu s pouhými deseti muži, ale záloha – včetně Ki – získala chválu za způsob, jakým v druhé polovině zápasu dominovala. Ki také hrál v odvetě v Celtic Parku, v nevlídném zápase, který Celtic vyhrál 1:0. Dne 21. května 2011 Ki vstřelil první gól Celticu ve finálovém vítězství skotského poháru proti Motherwellu kopem levačkou z asi 35 yardů. Získal také oficiální ocenění Muž zápasu.
Ki zahájil sezonu 2011–12 v úvodním zápase Celticu proti Hibernian v SPL. Když vstřelil druhý gól ve vítězství 2:0, skóroval z 25 metrů levou nohou do pravého dolního rohu a také získal cenu Muž zápasu z oficiálního webu Celticu.
Ki poté dal další gól 13. srpna 2011 v SPL při vítězství 5:1 nad Dundee United v Celtic Parku, což byl kop do levého horního rohu od okraje hřiště. O několik dní později bylo oznámeno, že o podpis Ki měli zájem z Premier League Blackburn Rovers FC a Tottenham Hotspur FC a několik klubů z ruské Premier League. Dne 10. září 2011 Ki opět zapůsobil proti Motherwellu, tentokrát v SPL, vynikajícím kopem z pravé strany pravou nohou. Celtic vyhrál zápas 4:0. 29. září začal remízou Celticu 1:1 s italským Udinese a po třech minutách skóroval z penalty. Dne 18. prosince 2011 vstřelil druhý gól v zápase, když Celtic porazil St. Johnstone 2:0 v McDiarmid Parku v SPL. V průběhu ročníku 2011–2012 nastřílel Ki sedm gólů a zaznamenal šest asistencí, přičemž hrál klíčovou roli v tom, že pomohl Celticu získat skotský titul.

### Swansea City
Dne 24. srpna 2012 Ki přestoupil do Swansea City AFC za zhruba 6 milionů £ na smlouvu na tři roky, což byl dosavadní rekord Swansea, než jej později překonal Wilfried Bony. Ki debutoval vítězstvím 3:1 proti Barnsley ve druhém kole Ligového poháru na stadionu Liberty Stadium 28. srpna. Ki měl na sobě dres s číslem 24 a začínal jako střední záložník a v 76. minutě byl vystřídán.
Ki si užíval slibnou debutovou sezónu v Premier League. Ačkoli se mu nepodařila zopakovat produktivita, jakou předvedl v Celticu, jeho styl hry chválili příznivci i novináři, a sezónu dokončil s 38 zápasy ve všech soutěžích. Dne 24. února 2013 Swansea City hrálo finále Ligového poháru. Ki hrál ve finále déle než hodinu v nezvyklé centrální obranné roli. Taktická změna se ukázala jako úspěšná, protože Swansea vybojovala proti Bradfordu City pohodlné vítězství 5:0 a Ki vyhrál svou první trofej s velšským klubem.

#### Hostování v Sunderlandu
Dne 31. srpna 2013 odešel Ki do Sunderlandu na sezónní hostování s možností
prodloužení o půl roku. Ki vstřelil svůj první gól za Sunderland dne 17. prosince 2013 ve čtvrtfinálovém vítězství Ligového poháru 2:1 nad Chelsea. Dne 26. prosince dal svůj druhý za Sunderland při výhře 1:0 nad Evertonem. Brankář Evertonu Tim Howard zahrál krátkou přihrávku na Leona Osmana, kterého Ki zbavil míče. Howard srazil Ki a byl vyloučen a Ki sám penaltu proměnil. Byl to první ligový gól Ki. Třetí gól Ki za Sunderland přišel ve výhře 4:1 na Fulhamu.
Dne 22. ledna 2014 hrál Ki podruhé za sebou finále Ligového poháru, když pomohl Sunderlandu porazit Manchester United FC 2:1 na pokutové kopy poté, co dvouzápasové semifinále skončilo celkově vyrovnaně. Ki a Marcos Alonso proměnili penalty Sunderlandu. Ki hrál proti Manchesteru City ve finále Ligového poháru 2. března, ale navzdory tomu, že v poločase vedli 1:0, byli ve druhé polovině City přemoženi a nakonec prohráli 3:1.
Sunderland strávil většinu sezóny Premier League v zóně sestupu, ale Ki se podílel na jejich zotavení, přestože několik měsíců trpěl záněty šlach v koleni. Poslední zápas za Sunderland odehrál 10. dubna 2014. Sunderlandu se podařilo vyhnout sestupu a nakonec skončil na 14. místě.

#### Návrat do Swansea
Ki se vrátil do Swansea na začátku sezóny Premier League 2014–15 a uvedl: „Toto je moje třetí sezóna v Premier League a chci růst jako hráč a zlepšovat se, abych pomohl týmu.“ Skóroval první gól v sezóně při vítězství 2:1 nad Manchesterem United na Old Trafford 16. srpna 2014. Dne 28. srpna podepsal novou smlouvu, která má trvat do roku 2018. Ki se stal pravidelným členem týmu pod novým trenérem Garrym Monkem a do konce prosince nastoupil v základní sestavě v každém utkání Premier League. Ki nehrál za Swansea v lednu 2015, když byl na mistrovství Asie s Jižní Koreou. Po svém návratu v únoru 2015 se vrátil zpět do týmu a vstřelil vyrovnávací gól při remíze 1:1 se Sunderlandem. Swansea prohrála svůj další zápas 2:0 proti West Bromwich Albion, ale o deset dní později zaznamenal tým druhé vítězství v sezóně nad Manchesterem United, když Ki vstřelil svůj vyrovnávací gól ve vítězství 2:1.
Ki hrál v sezóně Premier League 2015–16 28krát, skóroval dvakrát. První gól dal na Boxing Day proti West Bromwich Albion ve vítězství 1:0 a druhý dne 8. května 2016 proti West Hamu United. V ligovém ročníku 2016–17 hrál o 3 zápasy méně, klub bojoval většinu sezóny o záchranu a nakonec se těsně vyhnul sestupu, ale Ki ani jednou neskóroval. Sezóna Premier League 2017–18 byla pro klub opět těžká. Ki skóroval dvakrát ve dvou domácích zápasech během jednoho měsíce, první proti Burnley 18. února 2018 a druhý proti West Hamu. Poté to vypadalo, že je na tom klub dobře v polovině tabulky, ale nakonec v posledním kole sestoupil z Premier League. Po sestupu Ki oznámil svůj odchod krátce po skončení sezóny.

### Newcastle United
Dne 29. června 2018 Ki podepsal dvouletou smlouvu s Newcastlem United, čímž se znovu sešel s bývalým spoluhráčem ze zálohy Jonjo Shelveyem. Trenér Rafa Benítez postavil Ki poprvé v Newcastlu 26. srpna proti Chelsea a následující víkend proti Man City, oba zápasy prohráli 2:1. Benitez pak nepostavil Ki pět zápasů a zdůvodnil to hráčovým nedostatkem pohybu. Ki nastoupil jako náhrada za zraněného Shelveye proti Watfordu 3. listopadu a asistoval na gól, protože jeho volný kop směřoval na Ayoze Péreze, který zajistil vítězství 1:0 pro Newcastle, jejich první ligové vítězství v sezóně. Od té doby byl součástí úniku Newcastlu ze zóny sestupu, do Vánoc se posunul ze dna tabulky na 15. místo. Jeho dobrá forma byla zastavena, protože jihokorejský hráč se musel připojit ke svému národnímu týmu, aby se zúčastnil mistrovství Asie ve Spojených arabských emirátech. Po návratu do svého klubu na konci ledna 2019 s úrazem achilovky utrpěným v zápase proti Filipínám Ki oznámil, že už nebude hrát za národní tým, aby se plně soustředil na svou klubovou kariéru. Během jeho nepřítomnosti místní mladík Sean Longstaff zaujal a převzal místo v základní sestavě ve středu pole po boku Isaaca Haydena. Kiův herní čas se stal sporadickým, Jihokorejec hrál v základu v šesti z jedenácti zbývajících ligových zápasů a 90 minut dokončil jen dvakrát.
Navzdory záchraně Newcastlu v Premier League, trenér Rafa Benitez odmítl prodloužit svou smlouvu a byl nahrazen Stevem Brucem. Pod Brucem dostával Ki velmi málo příležitostí, v sezóně 2019–20 nastoupil pouze ve třech ligových zápasech, z toho dvakrát z lavičky. Až do ledna byl Ki na listině týmu jen zřídkakdy, navíc jeho šanci hrát snižovaly nemoc a zranění. Jeho poslední zápas za Newcastle, zápas FA Cupu proti Rochdale dne 4. ledna 2020, skončil remízou 1:1. 31. ledna 2020 opustil Ki po vzájemné dohodě klub.

### Mallorca
Dne 25. února 2020 se Ki připojil k RCD Mallorca po zbývající část sezóny, přičemž baleárský klub hrál o záchranu ve španělské lize. V La Lize debutoval 7. března. V posledních patnácti minutách důležitého vítězství 2:1 proti Eibaru nahradil Takefusa Kubo a stal se tak prvním korejským hráčem, který oblékl dres Los Bermellones. Poté byla La Liga pozastavena na tři měsíce kvůli covidu-19 a Ki nemohl trénovat se svým spoluhráči, protože utrpěl zranění kotníku. Odešel z Mallorky pět dní před vypršením smlouvy, hrál pouze jednou.

### Návrat do FC Soul
Poté, co Ki strávil jedenáct let v Evropě, souhlasil s návratem do FC Seoul a 21. července 2020 podepsal smlouvu do roku 2023. Bylo oznámeno, že Ki a Soul již v lednu téhož roku hovořili o možném návratu do Jižní Koreje poté, co záložník ukončil smlouvu s Newcastlem, ale jednání odpadla, protože Ki obvinil Soul z jednání ve špatné víře. V době jeho podpisu seděl klub v polovině sezóny 2020 K League na jedenáctém místě z dvanácti týmů.
Vrátil se do Soulu dne 30. srpna 2020, kde nastoupil jako náhradník při porážce 3:0 s lídry ligy Ulsanem a sdílel hřiště s dlouholetým přítelem Lee Chung-yongem. Prozatímní trenér Kim Ho-young pak dal Ki čas na znovuzískání kondice tím, že ho poslal na hřiště z lavičky tři následující zápasy, a jeho dopad na tým byl se projevil větší stabilitou v záloze FC Soul. Dne 16. září však Ki utrpěl další zranění při prohře 1:0 proti Incheonu.

## Reprezentační kariéra
Na mezinárodní scéně hrál Ki na mistrovství světa do 20 let 2007 a za tým Jižní Koreje do 23 let.
Dne 7. června 2008 debutoval v kvalifikačním zápase o mistrovství světa 2010 proti Jordánsku.
Dne 1. června 2010 byl Ki vybrán do 23členného týmu Jižní Koreje pro mistrovství světa 2010. Dne 12. června hrál Ki v prvním zápase Jižní Koreje na mistrovství světa proti Řecku. Ki hrál ve všech třech zápasech ve skupině a dvakrát asistoval ve dvou různých zápasech proti Řecku a Nigérii, které mu a jeho zemi pomohly dostat se do další fáze soutěže.
Ki během ledna hrál mistrovství Asie 2011 v Kataru, kde Jižní Korea skončila na 3. místě. Dne 20. prosince 2011 byl Ki (spolu s Ji So-yunem z Kobe INAC Japan) oceněn jihokorejským hráčem roku. Rozhodnutí bylo oznámeno Korejským fotbalovým svazem (KFA) na základě jeho mezinárodního a klubového vystoupení v SPL.
Na letních olympijských hrách v roce 2012 proměnil Ki pátou a rozhodující penaltu v penaltovém rozstřelu ve čtvrtfinále proti domácí Velké Británii, což Jižní Koreji umožnilo postoupit do semifinále. Jižní Korea v semifinále podlehla Brazílii 3:0, ale v utkání o třetí místo porazila Japonsko 2:0 a získala bronzové medaile.
Ki byl vybrán do týmu Jižní Koreje na mistrovství světa 2014 v Brazílii. Hrál ve všech třech zápasech, Jižní Korea byla vyřazena ve skupinové fázi po jedné remíze a dvou porážkách. Po mistrovství světa se Ki stal novým kapitánem národního týmu pod novým trenérem Ulim Stielikem.
Ki také během ledna hrál mistrovství Asie 2015 a pomohl své zemi dostat se do finále proti domácí Austrálii. Nahrál Son Heung-minovi na vyrovnávací gól na 1:1, ale Australané během prodloužení opět skórovali a vyhráli 2:1.
Ki byl kapitánem Jižní Koreje na mistrovství světa v roce 2018 a odehrál první dva zápasy, než chyběl poslední zápas skupinové fáze proti Německu kvůli zranění levého lýtka, které utrpěl proti Mexiku. Son Heung-min dostal kapitánskou pásku na místo Ki.
Ki skončil v reprezentaci po zápase své země s Filipínami na mistrovství Asie 2019 v SAE. Jižní Korea zvítězila v zápase 1:0, i když Ki byl střídán poté, co utrpěl zranění.

## Úspěchy

### Klub
Celtic
- Scottish Premier League: 2011–12[86]
- Scottish Cup: 2010–11[20]

Swansea City
- Football League Cup: 2012–13[31]

### Reprezentace
Jižní Korea U23
- 3. místo na olympijských hrách: 2012[79]

Jižní Korea
- 2. místo na mistrovství Asie: 2015[83]
- 3. místo na mistrovství Asie: 2011

### Individuální
- K League 1 nejlepší XI: 2008, 2009[87][88]
- K League hráč roku dle hráčů: 2009[89]
- Asijský mladý fotbalista roku: 2009[8]
- Jihokorejský fotbalista roku: 2011, 2012, 2016[90][91][92]